# Ekonomiåret 1967

## Händelser
- 1 januari - Samtliga tullar inom EFTA avskaffas.[1]
- 23 februari - I Sverige köper svenska staten Skoklosters slott i Uppland för 25 miljoner svenska kronor.[2]